# Moteur OM 668 Mercedes-Benz
Le moteur OM 668 est un moteur thermique automobile à combustion interne, fabriqué par Mercedes-Benz entre 1998 et 2004. Il remplace aucun moteur et sera remplacé par le OM 640.

## Historique
En 1997, lors du lancement de la première Classe A (Type 168), Mercedes-Benz décida également que créer un nouveau moteur plus compact et respectant les normes européennes de pollution. La production en série du moteur OM 668 sera donc lancée.
Le moteur sera intégré sur tous les diesel des Type 168 lancé en 1997 puis dans les Vaneo.

## Caractéristiques

### Mécanique
Mécaniquement, les moteurs sont tous identiques, mais le premier (OM 668 DE 17 A), installé sur la A 160 CDI ne dispose pas d'intercooler.
Pour la maintenance du modèle, seul l'arbre à cames et le turbocompresseur ont été révisés, ce qui explique pourquoi les performances ont légèrement augmenté. Le couple n'a pas augmenté car le A 170 CDI était réduit par rapport à l'embrayage faiblement dimensionné par rapport au couple. Grâce à cette limitation, la puissance peut être augmentée à environ 120 ch et le couple à plus de 200 N m en quelques interventions dans l'électronique du moteur (Chip-tuning). La durée de vie, déjà longue, du moteur n'en souffre pas ; Cependant, le faible embrayage de Classe A est soumis à des charges très élevées.
La rampe d'injection Boch commune permet d'assurer une pression de 1 350 bars avant la distribution aux quatre injecteurs. Cette technologie, à l'époque peu répandue, avait pour effet une meilleure combustion et gestion moteur afin d'assurer des consommations inférieures.

### Performance
| Moteur*              | Désignation  | Cylindrée         | Performance                  | Couple                       |
| -------------------- | ------------ | ----------------- | ---------------------------- | ---------------------------- |
| OM 668 DE 17 A       | 668.941      | 1 689 cm3 (1,7 L) | 44 kW (60 ch) à 3 600 tr/min | 160 N m à 1 500-2 400 tr/min |
| OM 668 DE 17 LA red. | 668.940 red. | 1 689 cm3 (1,7 L) | 55 kW (75 ch) à 3 600 tr/min | 160 N m à 1 500-2 800 tr/min |
| OM 668 DE 17 LA      | 668.940      | 1 689 cm3 (1,7 L) | 66 kW (90 ch) à 4 200 tr/min | 180 N m à 1 600-3 200 tr/min |
| OM 668 DE 17 LA      | 668.942      | 1 689 cm3 (1,7 L) | 70 kW (95 ch) à 4 200 tr/min | 180 N m à 1 600-3 600 tr/min |

*Légende : OM = Oelmotor (moteur à huile) ; 668 = type ; DE = Direkteinspritzung (injection direct, dans le cylindre) ; chiffre 17 : cylindrée ; L : Ladeluftkühlung (intercooler) ; A : Abgasturbolader (turbocompresseur) ; red. = reduzierte(r) Leistung/Hubraum (Réduit(s) Puissance/Déplacement).

## Utilisation

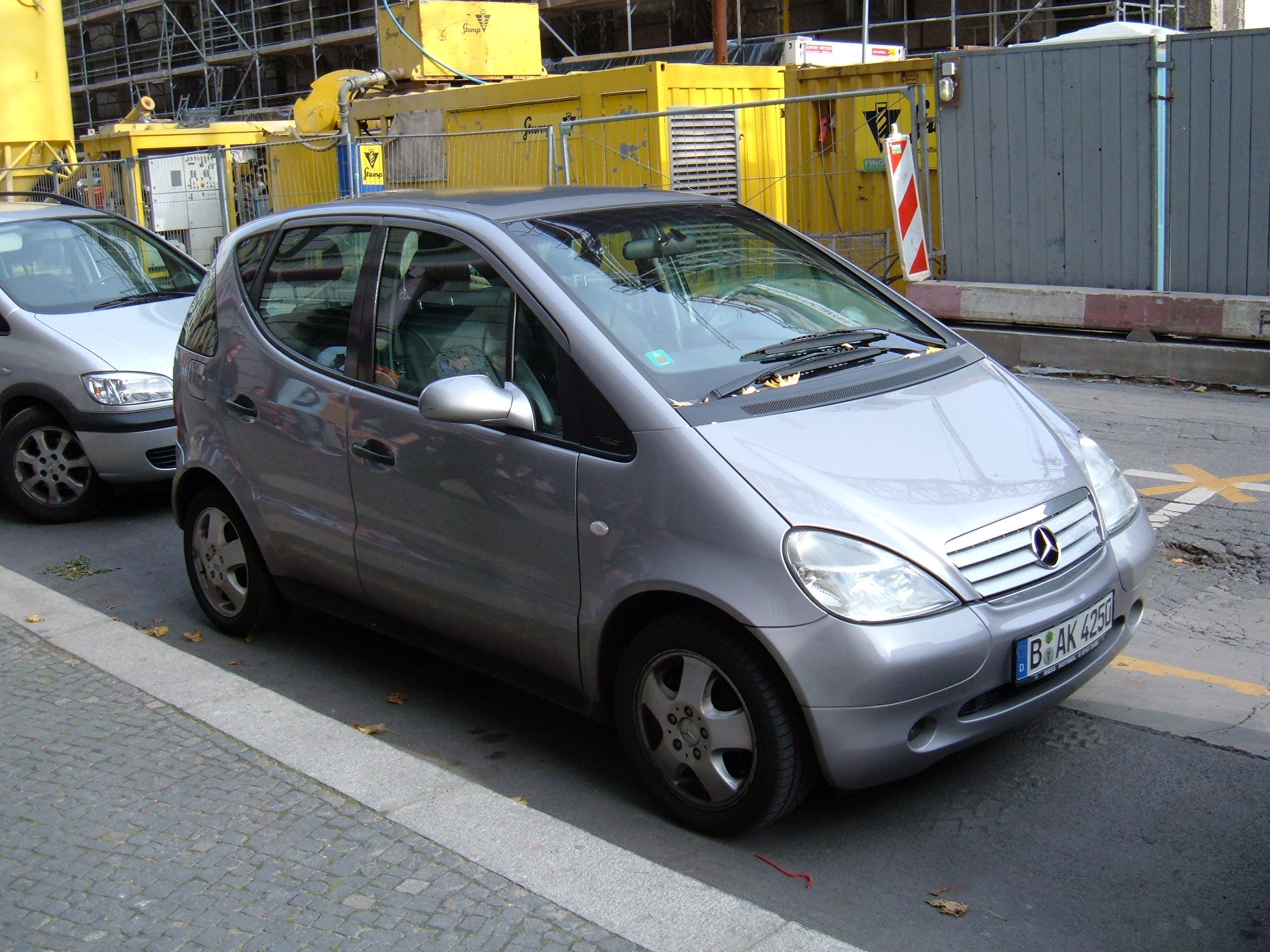
Classe A (Type 168).

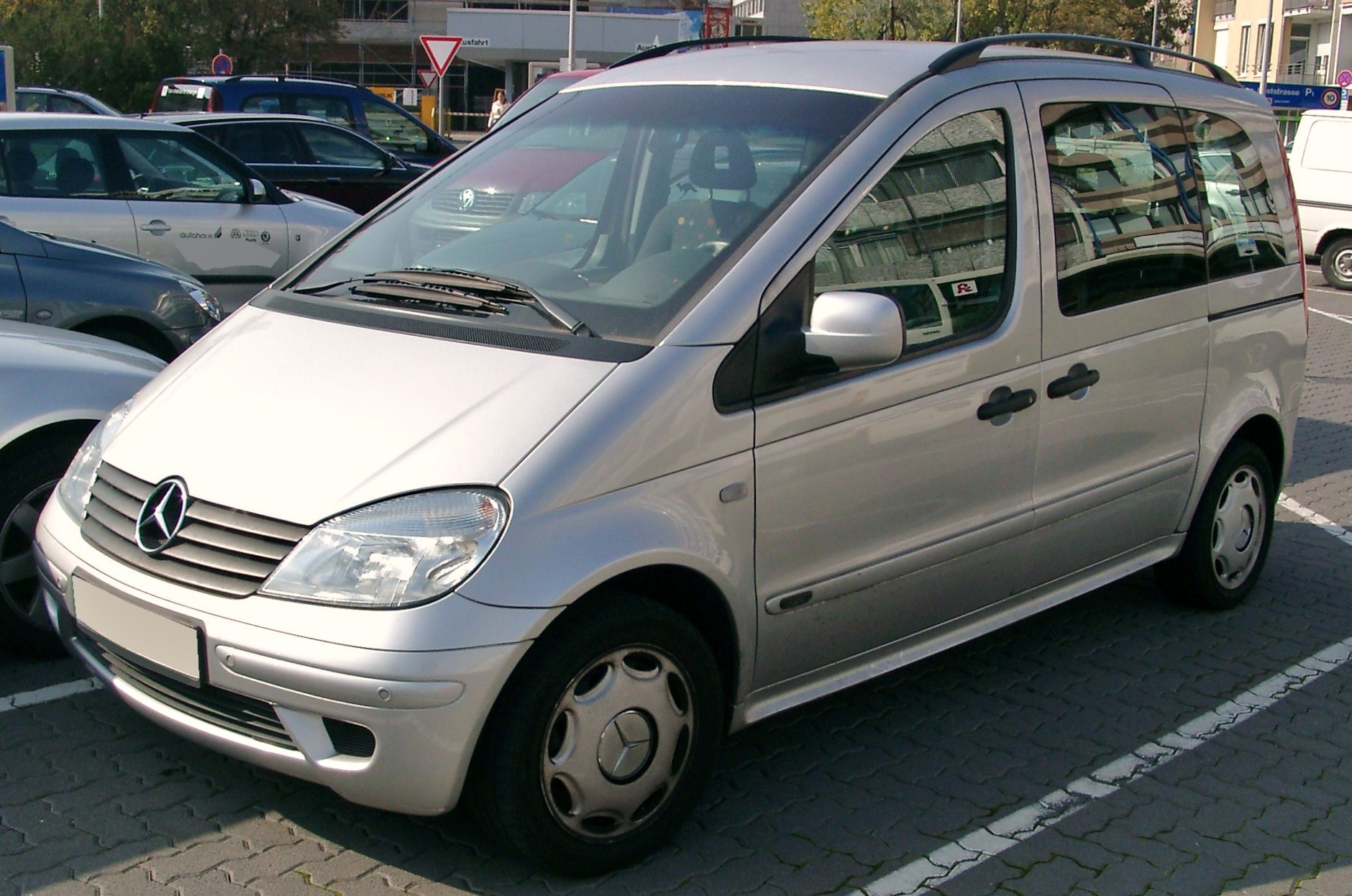
Vaneo (Type 414).

| Variante               | Classe / Série | Type     | Modèle                         | Année       |
| ---------------------- | -------------- | -------- | ------------------------------ | ----------- |
| OM 668 DE 17 A         | Classe A       | Type 168 | A 160 CDI (Manuelle)           | 1998 - 2001 |
| OM 668 DE 17 LA red.   | Classe A       | Type 168 | A 160 CDI (Manuelle)           | 2001 - 2004 |
| OM 668 DE 17 LA red.   | Vaneo          | Type 414 | Vaneo CDI (Manuelle)           | 2001 - 2005 |
| OM 668 DE 17 LA (.940) | Classe A       | Type 168 | A 170 CDI (Manuelle)           | 1998 - 2001 |
| OM 668 DE 17 LA (.940) | Classe A       | Type 168 | A 170 CDI (Automatique)        | 2001 - 2004 |
| OM 668 DE 17 LA (.940) | Vaneo          | Type 414 | Vaneo 1.7 CDI (Manu. ou Auto.) | 2001 - 2005 |
| OM 668 DE 17 LA (.942) | Classe A       | Type 168 | A 170 CDI (Manuelle)           | 2001 - 2004 |
| OM 668 DE 17 LA (.942) | Classe A       | Type 168 | A 170 CDI Family (Manuelle)    | 2001 - 2004 |
| OM 668 DE 17 LA (...)  | Classe A       | Type 168 | A HyPer                        | 1999        |

## Autre

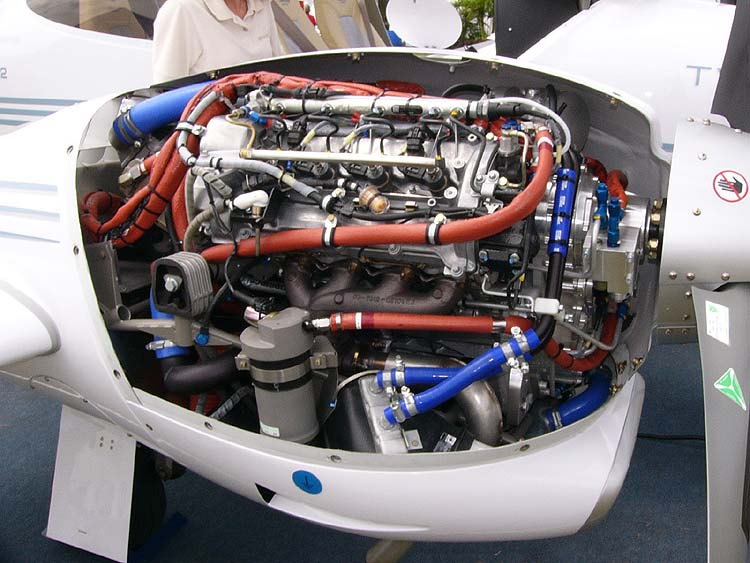
Moteur Thielert Centurion 1.7

Le constructeur allemand de moteurs d'aéronefs Thielert (renommé Technify Motors en 2013) propose sous le nom Thielert Centurion 1.7 une version adaptée à la version aviation de l'OM 668. Il s'agit du premier nouveau développement d'un moteur d'avion pour l'aviation civile depuis l'implication de Porsche.